# 青鷺火

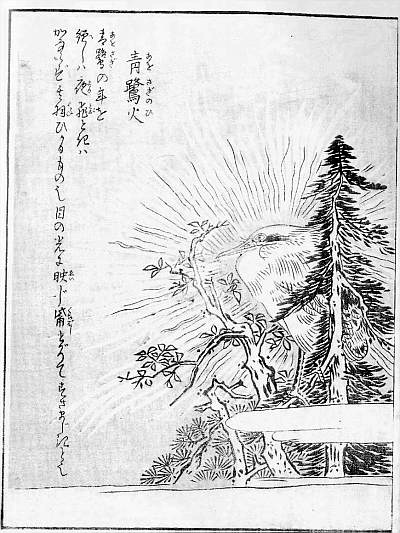
鳥山石燕『今昔画図続百鬼』より「青鷺火」

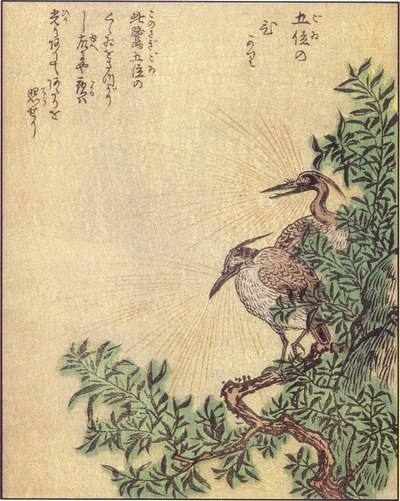
竹原春泉画『絵本百物語』より「五位の光」

青鷺火（あおさぎび、あおさぎのひ）は、サギの体が夜間などに青白く発光するという日本の怪現象。別名五位の火（ごいのひ）または五位の光（ごいのひかり）。
「青鷺」とあるが、これはアオサギではなくゴイサギを指すとされる。

## 概要
江戸時代の妖怪画集として知られる鳥山石燕の『今昔画図続百鬼』や『絵本百物語』にも取り上げられ、江戸時代にはかなり有名な怪談であったことがわかる。また江戸後期の戯作者・桜川慈悲功の著書『変化物春遊』にも、大和国（現・奈良県）で光る青鷺を見たという話がある。それによると、化け柳と呼ばれる柳の大木に毎晩のように青い火が見えて人々が恐れており、ある雨の晩、1人の男が「雨の夜なら火は燃えないだろう」と近づいたところ、木全体が青く光り出し、男が恐怖のあまり気を失ったとあり、この怪光現象がアオサギの仕業とされている。新潟県佐渡島新穂村（現・佐渡市）の伝説では、根本寺の梅の木に毎晩のように龍燈（龍神が灯すといわれる怪火）が飛来しており、ある者が弓矢で射たところ、正体はサギであったという。
ゴイサギやカモ、キジなどの山鳥は夜飛ぶときに羽が光るという伝承があり、目撃例も少なくない。郷土研究家・更科公護の著書『光る鳥・人魂・火柱』にも、昭和3年頃に茨城県でゴイサギが青白く光って見えた話など、青鷺火のように青白く光るアオサギ、ゴイサギの多くの目撃談が述べられている。サギは火の玉になるともいう。火のついた木の枝を加えて飛ぶ、口から火を吐くという説もあり、多摩川の水面に火を吐きかけるゴイサギを見たという目撃談もある。江戸時代の百科事典『和漢三才図会』にも、ゴイサギが空を飛ぶ姿は火のようであり、特に月夜には明るく見え、人はこれを妖怪と見紛える可能性があるとの記述がある。
また一方でゴイサギは狐狸や化け猫のように、歳を経ると化けるという伝承もある。これはゴイサギが夜行性であり、大声で鳴き散らしながら夜空を飛ぶ様子が、人に不気味な印象をもたらしたためという説がある。老いたゴイサギは胸に鱗ができ、黄色い粉を吹くようになり、秋頃になると青白い光を放ちつつ、曇り空を飛ぶともいう。
科学的には水辺に生息する発光性のバクテリアが鳥の体に付着し、夜間月光に光って見えるものという説が有力と見られる。また、ゴイサギの胸元に生えている白い毛が、夜目には光って見えたとの説もある。

## 『吾妻鏡』における類似怪異
『吾妻鏡』13世紀中頃の建長8年（1256年）6月14日条に、「光物（ひかりもの）が見える。長（たけ）五尺余（165センチほど）。その体、初めは白鷺に似ていた。後は赤火の如し。その跡、白布を引くが如し」という記述がある。「本朝においてはその例なし」と記されていることから、光るサギのような怪異という意味では、現存記述として最古のものと見られる。ただし、この怪異は、「サギの形をした怪光」という話である（また、最後には赤くなったとある）。

## その他
- 『耳嚢』には、文化2年（1805年）秋頃の記録として、江戸四谷の者が夜の道中で、白衣を着た者と出くわしたが、腰から下がなく、幽霊の類かと思い、振り返ると、大きな一つ目が光っていたので、抜き打ちで切りつけ、倒れたところを刺し殺すと大きな五位鷺であったという話が記述されている。なお、そのサギはそのまま持ち帰られ、調味されて食された。そのため、「幽霊を煮て食った」ともっぱら巷の噂となったという[8]。人が妖怪に食べられる話は多いが、人間に食べられてしまった稀な例といえる。

## 青鷺火にちなんだ作品
小説
- 京極夏彦『五位の光』（後巷説百物語に収録）